# Воронов, Николай Павлович (правовед)
Николай Павлович Воронов, в некоторых источниках Ворона (укр. Микола Павлович Воронов; 16 мая 1937, Слатино, Харьковская область, Украинская ССР — 23 декабря 2003) — советский и украинский учёный-правовед, специалист в области публично-правовых наук. Кандидат юридических наук (1970), профессор (1992).
Заведующий кафедрой государственного строительства Национальной юридической академии Украины имени Ярослава Мудрого (1987—2003). Член рабочей группы по подготовке Конституции Украины.

## Биография
Николай Воронов родился 16 мая 1937 года в селе Слатино Дергачёвского района Харьковской области. Высшее образование получил в Харьковском юридическом институте имени Ф. Э. Дзержинского, окончив который в 1959 году начал работать в следственных органах МВД СССР в Харьковской области.
В 1966 году Николай Павлович поступил в аспирантуру в родной вуз, и в нём же занял должность ассистента. После защиты кандидатской диссертации, в 1971 году стал старшим преподавателем, а в 1976 году — доцентом. Начиная с 1987 года и вплоть до своей смерти, Н. П. Воронов возглавлял кафедру государственного строительства в этом вузе.
После получения Украиной независимости, принимал участие в создании ряда нормативно-правовых актов, таких как: Конституция Украины, Закона Украины «О нормативно-правовых актах», законов Украины в области избирательного права и местного самоуправления, Регламента Верховной Рады Украины, Статута территориальной громады города Харькова и Программы развития местного самоуправления в городе Харькове. Также, входил в состав Комитета законодательных инициатив при Президенте Украины.
Некоторое время, совмещал работу на должности заведующего кафедрой в Национальной юридической академии Украины (до 1990 года — Харьковский юридический институт, с 1990 по 1995 — Украинская юридическая академия) с должностью заведующего отделом правовых проблем местного самоуправления в Научно-исследовательском институте государственного строительства и местного самоуправления Академии правовых наук Украины.
Николай Петрович Воронов скончался 23 декабря 2003 года.

## Научно-педагогическая деятельность

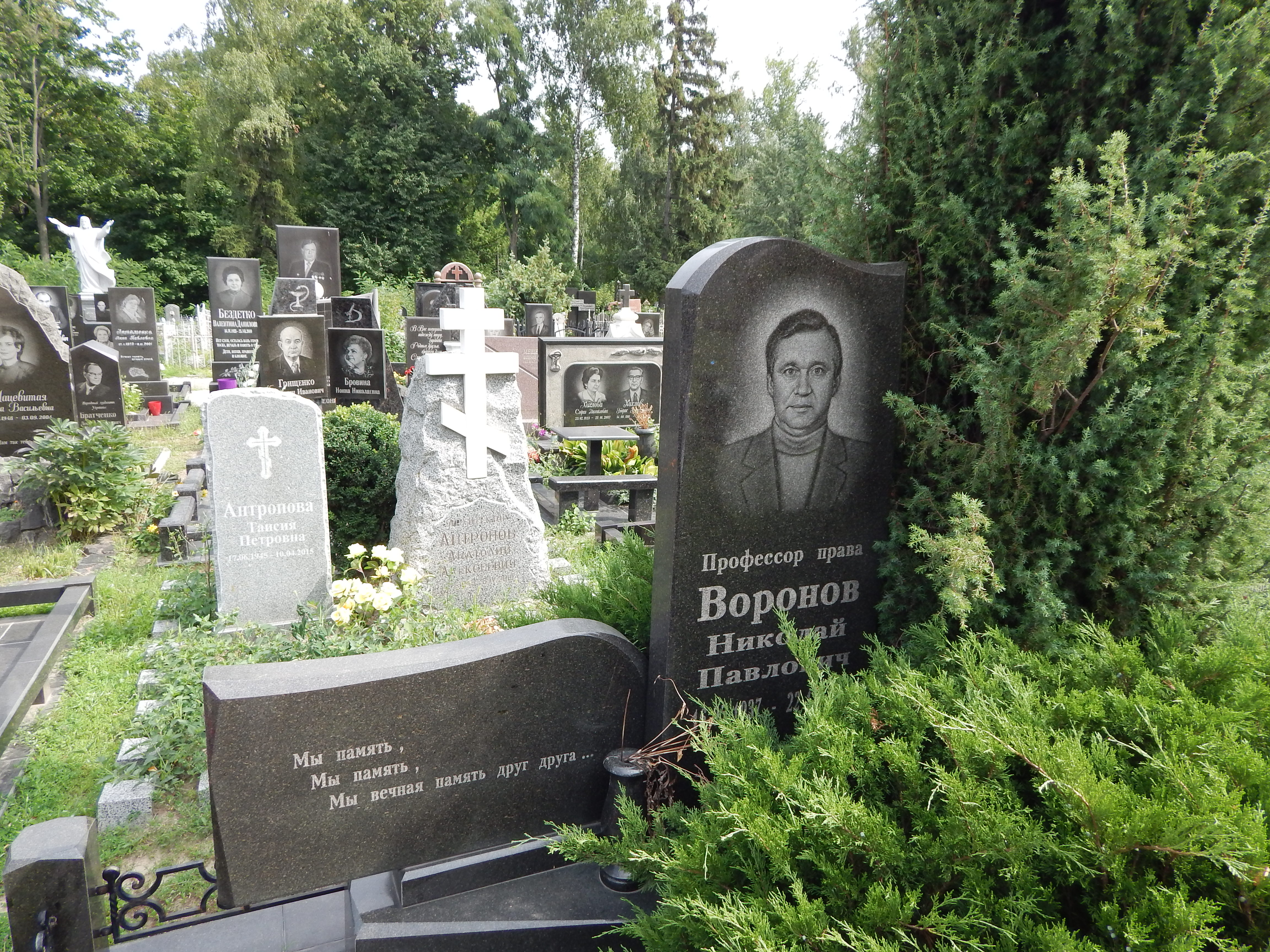
Могила Николая Воронова на Втором городском кладбище Харькова

Н. П. Воронов занимался исследованием вопросов связанных с органами местного самоуправления, а именно, их: организацией, деятельностью и нормотворчеством. В 1970 году в Харьковском юридическом институте он защитил диссертацию на соискание учёной степени кандидата юридических наук по теме «Нормотворческая деятельность местных Советов депутатов трудящихся». Научным руководителем данного исследования стал доцент В. А. Барахтян, а официальными оппонентами на защите были профессор В. В. Копейчиков и доцент Р. В. Бершеда. В том же году Воронов получил соответствующую учёную степень, а в 1992 году ему было присвоено учёное звание профессора.
Николай Павлович стал научным руководителем и официальным оппонентом для ряда соискателей учёной степени кандидата юридических наук. Среди одиннадцати подготовленных ним кандидатов наук были: А. Н. Анохин (1997), Н. В. Барахтян (1992; осуществлял научное руководство совместно с Р. С. Павловским), Ондар Н. А.-О.  (1997), Серёгина С. Г. (1999), Стешенко Т. В. (2000), Величко В. А. (2001), Скомороха В. Е. (2001), Скрипчук В. М. (2001), Бодрова И. И. (2002), Болдырев С. В. (2003) и Солянник К. Е. (2003). Среди учёных, у которых Н. П. Воронов был официальным оппонентом во время защиты диссертации, были: Дедяев В. М. (1989), Скрипник А. П. (1982), Кузнецов И. А. (1986) и Писаренко Н. Б. (1997).
За период своей научной деятельности Николай Павлович написал 75 научных трудов, что составляло приблизительно 100 печатных листов. Его основными трудами считаются: «Конституционные основы советской демократии» (1982), «Социалистическая законность в советском государственной управлении» (1987, соавтор), «Правовые акты советов местных народных депутатов и их органов» (1988, учебное пособие), «Местное самоуправление Украины и его акты» (1992, учебное пособие) и «Конституционно-правовые основы становления украинской государственности» (2003, соавтор монографии). Был одним из составителей трёхтомного учебного пособия «Правовые основы государственного строительства и местного самоуправления в Украине» (2002). Также принимал участие в написании статей для шеститомного издания Юридическая энциклопедия. Входил в состав редакционных коллегий двух сборников научных трудов — «Проблемы законности» и «Государственное строительство и местное самоуправление».

## Награды и признание
В 1983 году за труд «Конституционные основы советской социалистической демократии» получил диплом и премию от Министерства высшего и среднего специального образования Украинской ССР. В 1995 году министр юстиции Украины своим приказом внёс имя Николая Павловича Воронова в «Золотую книгу украинской юстиции».
Н. П. Воронов был награждён медалями «За доблестный труд. В ознаменование 100-летия со дня рождения Владимира Ильича Ленина» (1970) и «Ветеран труда» (1985). Помимо того, был награждён рядом грамот от Харьковской областной государственной администрации, Харьковского областного совета и Харьковского городского совета.

## Личная жизнь
Николай Воронов увлекался футболом, был игроком и судил матчи. Его сыном был Марк Воронов (род. 1966, Алма-Ата) — кандидат юридических наук, профессор кафедры государственно-правовых дисциплин Харьковского национального университета имени В. Н. Каразина (с 2007 года), секретарь с 2002 по 2006 и депутат Харьковского городского совета IV и V созывов.